# Rainer Bastuck
Rainer Bastuck (ur. 10 marca 1960 roku w Lebach) – niemiecki przedsiębiorca i kierowca wyścigowy.

## Kariera wyścigowa
Bastuck rozpoczął karierę w międzynarodowych wyścigach samochodowych w 2001 roku od startów w German Touring Car Challenge. Z dorobkiem 86 punktów uplasował się tam na szesnastej pozycji w klasyfikacji generalnej. W późniejszych latach Niemiec pojawiał się także w stawce DMSB Produktionswagen Meisterschaft, German Production Car Championship, European Touring Car Championship, World Touring Car Championship, ADAC Procar, FIA Historic Grand Touring '71 Championship oraz 24h Nürburgring.
W World Touring Car Championship Niemiec wystartował podczas czeskiej rundy sezonu 2006 ze szwajcarską ekipą Maurer Motorsport. W pierwszym wyścigu uplasował się na 22 pozycji, a w drugim był dwudziesty.